# Офіційний перелік регіонально рідкісних рослин Криму
Офіційний перелік регіонально рідкісних рослин Криму — список, що містить перелік видів рослин, які не занесені до Червоної книги України, але є рідкісними або такими, що перебувають під загрозою зникнення на території Криму.

## Історія
Перелік було затверджено Постановою Верховної Ради Автономної Республіки Крим від 21.06.2013 р. № 1323-6/13 «Про види рослин, що підлягають особливій охороні на території Автономної Республіки Крим».
До списку входять 7 видів водоростей, 67 видів мохоподібних, і 178 видів судинних рослин.

## Водорості
| № п/п | Латинська назва виду                                                   | Українська назва виду      | Родина        |
| ----- | ---------------------------------------------------------------------- | -------------------------- | ------------- |
| 1     | Cladophora siwaschensis C.Meyer                                        | Кладофора сиваська         | Кладофорові   |
| 2     | Cystoseira barbata (Gooden. et Woodw.) С.Agardh                        | Цистозейра бородата        | Саргасові     |
| 3     | Cystoseira crinita (Desf.) Bory                                        | Цистозейра космата         | Саргасові     |
| 4     | Nereia filiformis (J.Agardh) Zanard.                                   | Нерейя нитковидна          | Спорохнові    |
| 5     | Nitophyllum punctatum (Stackh.) Grev.                                  | Нітофілум крапковий        | Делессерійові |
| 6     | Phyllophora crispa (Huds.) P.S.Dixon (Phyllophora nervosa (DC.) Grev.) | Філофора кучерява хвиляста | Філофорові    |
| 7     | Zanardinia prototypus Nardo                                            | Занардинія прототипна      | Кутлерійові   |

## Мохоподібні
| № п/п | Латинська назва виду                               | Українська назва виду        | Відділ        |
| ----- | -------------------------------------------------- | ---------------------------- | ------------- |
| 1     | Amphidium mougeotii Schimp.                        | Амфідіум Мужо                | Бріофіти      |
| 2     | Aneura pinguis (L.) Dum.                           | Аневра жирна                 | Маршанціофіти |
| 3     | Atrichum flavisetum Mitt. (Atrichum haussknechtii) | Атрихум жовтоніжковий        | Бріофіти      |
| 4     | Aulacomnium androgynum (Hedw.) Schwaegr.           | Авлакомній двостатєвий       | Бріофіти      |
| 5     | Bartramia pomiformis Hedw.                         | Бартрамія яблукоподібна      | Бріофіти      |
| 6     | Calliergonella cuspidata (Hedw.) Loeske            | Калієргонеля загострена      | Бріофіти      |
| 7     | Chiloscyphus rivularis (Schrad.) Hazsl.            | Хілосцифус річковий          | Маршанціофіти |
| 8     | Cinclidotus fontinaloides (Hedw.) P.Beauv.         | Цинклідот фонтіналеподібний  | Бріофіти      |
| 9     | Climacium dendroides (Hedw.) F.Weber&Mohr          | Клімаціум деревоподібний     | Бріофіти      |
| 10    | Cololejeunea calcarea (Lib.) Schifn                | Кололеженея вапнякова        | Маршанціофіти |
| 11    | Coscinodon cribrosus (Hedw.) Spruce                | Косцінодон гранчастий        | Бріофіти      |
| 12    | Crossidium squamiferum (Viv.) Jur.                 | Кроссидій лускуватий         | Бріофіти      |
| 13    | Cynodontium bruntonii Bruch & Schimp.              | Цинодонтіум Брунтона         | Бріофіти      |
| 14    | Dicranoweisia cirrata (Hedw.) Lindb.               | Дикрановейзія вусата         | Бріофіти      |
| 15    | Dicranum muehlenbeckii (Bruch & Schimp.)           | Дікранум Мюленвека           | Бріофіти      |
| 16    | Didymodon sinuosus (Mitt.) Delogne                 | Дідимодон глибоковиїмчастий  | Бріофіти      |
| 17    | Didymodon spadiceus (Mitt.) Limpr.                 | Дідимодон каштановий         | Бріофіти      |
| 18    | Didymodon tophaceus (Brid.) Lisa                   | Дідимодон туфовий            | Бріофіти      |
| 19    | Drepanocladus sendtneri (Schimp.) Warnst.          | Дрепаноклад Зендтнера        | Бріофіти      |
| 20    | Encalypta rhaptocarpa Schwaegr.                    | Енкаліпта смугастоплода      | Бріофіти      |
| 21    | Entosthodon muehlenbergii (Turn.) Fife             | Еностодон Мюленберга         | Бріофіти      |
| 22    | Grimmia decipiens (Schultz) Lindb.                 | Грімія оманлива              | Бріофіти      |
| 23    | Grimmia elongata Kaulf.                            | Грімія видовжена             | Бріофіти      |
| 24    | Gymnostomum aeruginosum Sm.                        | Гімностом синьо-зелений      | Бріофіти      |
| 25    | Gyroweisia tenuis (Hedw.) Schimp.                  | Гіровейзія тонка             | Бріофіти      |
| 26    | Homalia trichomanoides (Hedw.) Brid.               | Гомалія трихоманоподібна     | Бріофіти      |
| 27    | Homalothecium aureum (Spruce) Robins.              | Гомалотеціум золотавий       | Бріофіти      |
| 28    | Hypnum imponens Hedw.                              | Гіпнум розставлений          | Бріофіти      |
| 29    | Hypnum revolutum (Mitt.) Lindb.                    | Гіпнум відігнутий            | Бріофіти      |
| 30    | Jungermannia atrovirens Dumort.                    | Юнгерманія темно-зелена      | Маршанціофіти |
| 31    | Leptodon smithii (Hedw.) F.Weber & Mohr            | Лептодон Сміта               | Бріофіти      |
| 32    | Loeskeobryum brevirostre (Brid.) Fleisch.          | Лескеобріум короткодзьобий   | Бріофіти      |
| 33    | Lophocolea bidentata (L.) Dumort.                  | Лофоколея двозуба            | Маршанціофіти |
| 34    | Mannia fragrans (Balbis) Frye & Clark              | Маннія запашна               | Маршанціофіти |
| 35    | Microbryum starckeanum (Hedw.) Zander              | Мікробріум Штарке            | Бріофіти      |
| 36    | Mnium thomsonii Schimp.                            | Мній Томпсона                | Бріофіти      |
| 37    | Orthotecium intricatum (Hartm.) Schimp.            | Ортотеціум заплутаний        | Бріофіти      |
| 38    | Orthotrichum tenellum Bruch ex Schimp.             | Ортотріхум тоненький         | Бріофіти      |
| 39    | Oxyrrhynchium speciosum (Brid.) Warnst.            | Оксірінхіум прекрасний       | Бріофіти      |
| 40    | Pellia endiviifolia (Dicks.) Dumort.               | Пелія розсіченолиста         | Маршанціофіти |
| 41    | Plagiomnium elatum (Bruch & Schimp.) T. Kop.       | Плагіомній високий           | Бріофіти      |
| 42    | Plagiomnium ellipticum (Brid.) T.Kop.              | Плагіомній еліптичний        | Бріофіти      |
| 43    | Plagiomnium medium (Bruch & Schimp.) T.Kop.        | Плагіомній середній          | Бріофіти      |
| 44    | Plagiothecium curvifolium (Brid.) Iwats.           | Плагіотеціум криволистий     | Бріофіти      |
| 45    | Plagiothecium nemorale (Mitt.) Jaeg.               | Плагіотеціум дібровний       | Бріофіти      |
| 46    | Pleurochaete squarrosa (Brid.) Lindb.              | Плеврохета відстовбурчена    | Бріофіти      |
| 47    | Pogonatum aloides (Hedw.) P.Beauv.                 | Погонатум алоєподібний       | Бріофіти      |
| 48    | Pogonatum nanum (Hedw.) P.Beauv.                   | Погонатум карликовий         | Бріофіти      |
| 49    | Pohlia cruda (Hedw.) Lindb.                        | Полія сиза                   | Бріофіти      |
| 50    | Porella arborisvitae (With) Grolle                 | Пореля надеревна             | Маршанціофіти |
| 51    | Pseudocrossidium hornschuchianum (Schultz) Zander  | Псевдокроссідіум Хорншуха    | Бріофіти      |
| 52    | Pseudocrossidium revolutum (Brid.) Zander          | Псевдокроссідіум відгорнутий | Бріофіти      |
| 53    | Pseudoleskea saviana (De Not.) Latzel.             | Псевдолескея Саві            | Бріофіти      |
| 54    | Ptilidium pulcherrimum (Weber) Vainio              | Птілідіум найпрекрасніший    | Маршанціофіти |
| 55    | Racomitrium elongatum Ehrh. ex Frisvoll            | Ракомітрій видовжений        | Бріофіти      |
| 56    | Racomitrium heterostichum (Hedw.) Brid.            | Ракомітрій різноклітинний    | Бріофіти      |
| 57    | Rhynchostegiella tenella (Dicks.) Limpr.           | Ринхостегіелла ніжна         | Бріофіти      |
| 58    | Rhynchostegium murale (Hedw.) Schimp.              | Рінхостегіум стінний         | Бріофіти      |
| 59    | Sanionia uncinata (Hedw.) Loeske                   | Саніонія крючкувата          | Бріофіти      |
| 60    | Scapania aspera M.Bernet. & H.Bernet.              | Скапанія шорстка             | Маршанціофіти |
| 61    | Schistidium flaccidum (De Not) Ochyra              | Схістідіум повислий          | Бріофіти      |
| 62    | Scorpiurium circinatum (Bruch) Fleisch. & Loeske   | Скорпіуріум завитий          | Бріофіти      |
| 63    | Seligeria recurvata (Hedw.) Bruch & Schimp.        | Селігерія зігнута            | Бріофіти      |
| 64    | Syntrichia norvegica F.Weber                       | Синтріхія норвезька          | Бріофіти      |
| 65    | Tortella inclinata (Hedw.) Limpr.                  | Тортелла нахилена            | Бріофіти      |
| 66    | Tortula canescens Mont.                            | Тортула сивувата             | Бріофіти      |
| 67    | Tortula inermis (Brid.) Mont.                      | Тортула неозброєна           | Бріофіти      |

## Судинні рослини
| № п/п | Латинська назва виду                                                                            | Українська назва виду                                   | Родина       |
| ----- | ----------------------------------------------------------------------------------------------- | ------------------------------------------------------- | ------------ |
| 1     | Acer hyrcanum Fischer et C.A.Meyer subsp. stevenii (Pojark.) E.Murray                           | Клен Стевена                                            | Сапіндові    |
| 2     | Actaea spicata L.                                                                               | Воронець колосистий                                     | Жовтецеві    |
| 3     | Agropyron cristatum (L.) Gaertn. subsp. ponticum (Nevski) Tzvelev                               | Житняк понтійський                                      | Тонконогові  |
| 4     | Aira elegans Willd. ex Gaudin                                                                   | Аїра витончена                                          | Тонконогові  |
| 5     | Alchemilla brevidens Juz.                                                                       | Приворотень дібровний                                   | Розові       |
| 6     | Alchemilla buschii Juz.                                                                         | Приворотень Буша                                        | Розові       |
| 7     | Alchemilla camptopoda Juz.                                                                      | Приворотень зігнуточерешковий                           | Розові       |
| 8     | Alchemilla crebridens Juz.                                                                      | Приворотень густозубий                                  | Розові       |
| 9     | Alchemilla exsanguis Juz.                                                                       | Приворотень блідий                                      | Розові       |
| 10    | Alchemilla exuens Juz.                                                                          | Приворотень скидаючий                                   | Розові       |
| 11    | Alchemilla hirsutissima Juz.                                                                    | Приворотень найжорстоковолосий                          | Розові       |
| 12    | Alchemilla imberbis Juz.                                                                        | Приворотень безбородий                                  | Розові       |
| 13    | Alchemilla jailae Juz.                                                                          | Приворотень яйли                                        | Розові       |
| 14    | Alchemilla languescens Juz.                                                                     | Приворотень слабнучий                                   | Розові       |
| 15    | Alchemilla phegophila Juz.                                                                      | Приворотень світлолюбний                                | Розові       |
| 16    | Alchemilla pycnantha Juz.                                                                       | Приворотень густоквітковий                              | Розові       |
| 17    | Alchemilla supina Juz.                                                                          | Приворотень низький                                     | Розові       |
| 18    | Alchemilla tytthantha Juz.                                                                      | Приворотень дрібноквітковий                             | Розові       |
| 19    | Alchemilla veronicae Juz.                                                                       | Приворотень Вероніки                                    | Розові       |
| 20    | Alchemilla vinacea Juz.                                                                         | Приворотень винний                                      | Розові       |
| 21    | Allium nathaliae Seregin                                                                        | Цибуля червонувата                                      | Амарилісові  |
| 22    | Allium tarkhankuticum Seregin                                                                   | Цибуля тарханкутська                                    | Амарилісові  |
| 23    | Alyssum kotovii Iljinsk., syn. Alyssum repens Baumg.                                            | Бурачок Котова                                          | Хрестоцвіті  |
| 24    | Androsace villosa L. subsp. taurica (Ovcz.) Fed.                                                | Переломник кримський                                    | Первоцвіті   |
| 25    | Anthemis sterilis Steven                                                                        | Роман неплідний                                         | Складноцвіті |
| 26    | Anthemis tranzscheliana Fed.                                                                    | Роман Траншеля                                          | Складноцвіті |
| 27    | Anthericum liliago L. (інтродукований вид)                                                      | Віхалка лілійна                                         | Спаржеві     |
| 28    | Arabis verna (L.) W.T.Aiton                                                                     | Гусимець весняний                                       | Хрестоцвіті  |
| 29    | Argusia sibirica (L.) Dandy                                                                     | Аргузія сибірська                                       | Геліотропові |
| 30    | Artemisia dzevanovskyi Leonova                                                                  | Полин Дзевановського                                    | Складноцвіті |
| 31    | Asparagus maritimus (L.) Mill.                                                                  | Холодок приморський                                     | Спаржеві     |
| 32    | Asperula supina M.Bieb. subsp. caespitans (Juz.) Pjatunina                                      | Маренка дерниста                                        | Маренові     |
| 33    | Asphodeline taurica (Pall.) Endl.                                                               | Асфоделіна кримська                                     | Ксантореєві  |
| 34    | Asplenium lepidum C.Presl subsp. haussknechtii (Godet et Reut.) Brownsey                        | Костянець витончений                                    | Аспленієві   |
| 35    | Asplenium septentrionale (L.) Hoffm.                                                            | Костянець північний                                     | Аспленієві   |
| 36    | Asterolinon linum-stellatum (L.) Duby, syn. Lysimachia linum-stellatum L.                       | Астеролінум зірчастий                                   | Первоцвіті   |
| 37    | Astragalus suprapilosus Gontsch., syn. Astragalus physodes L.                                   | Астрагал зверхуволосистий                               | Бобові       |
| 38    | Astragalus varius S.G.Gmelin subsp. eupatoricus Sytin                                           | Астрагал євпаторійський                                 | Бобові       |
| 39    | Avena barbata Pott ex Link                                                                      | Овес бородатий                                          | Тонконогові  |
| 40    | Avena eriantha Durieu                                                                           | Овес мохнатоквітковий                                   | Тонконогові  |
| 41    | Avena sterilis L. subsp. ludoviciana (Durieu) Nyman                                             | Овес Людовика                                           | Тонконогові  |
| 42    | Avena sterilis L. subsp. trichophylla (K.Koch) Malz.                                            | Овес волосистолистий                                    | Тонконогові  |
| 43    | Bellevalia lipskyi (Miscz.) E.Wulff                                                             | Белевалія Липського                                     | Спаржеві     |
| 44    | Bellis sylvestris Cirillo                                                                       | Стокротки лісові                                        | Складноцвіті |
| 45    | Beta vulgaris L. subsp. maritima (L.) Arcang.                                                   | Буряк морський                                          | Лободові     |
| 46    | Bifora testiculata (L.) Spreng.                                                                 | Біфора яйцевидна                                        | Зонтичні     |
| 47    | Blackstonia perfoliata (L.) Huds.                                                               | Блекстонія пронизанолиста                               | Тирличеві    |
| 48    | Buglossoides tenuiflora (L.f.) I.M.Johnst.                                                      | Буглосоїдес тонкоквітковий, Горобейник тонкоквітковий   | Бурачникові  |
| 49    | Bupleurum commutatum Boiss. et Balansa                                                          | Ласкавець перемінливий                                  | Зонтичні     |
| 50    | Cakile maritima Scop. subsp. euxina (Pobed.) E.I.Nyarady                                        | Морська гірчиця евксинська                              | Хрестоцвіті  |
| 51    | Caltha palustris L.                                                                             | Калюжниця болотна                                       | Жовтецеві    |
| 52    | Campanula sibirica L. subsp. taurica (Juz.) Fed.                                                | Дзвоники кримські                                       | Дзвоникові   |
| 53    | Cerastium bulgaricum Uechtr. ?syn. Cerastium gracile Dufour                                     | Роговик болгарський                                     | Гвоздичні    |
| 54    | Conringia clavata Boiss.                                                                        | Конрінгія булавоподібна                                 | Хрестоцвіті  |
| 55    | Convallaria majalis L.                                                                          | Конвалія звичайна                                       | Спаржеві     |
| 56    | Convolvulus sericocephalus Juz.                                                                 | Березка шовковистоголова                                | Березкові    |
| 57    | Cota dubia (Steven) Holub                                                                       | Рум'янок сумнівний                                      | Складноцвіті |
| 58    | Cota jailensis (Zefir.) Holub                                                                   | Рум'янок яйлинський                                     | Складноцвіті |
| 59    | Cota monantha (Willd.) Oberprieler et Greuter                                                   | Рум'янок одноквітковий                                  | Складноцвіті |
| 60    | Cotoneaster integerrimus Medik.s.l.                                                             | Кизильник цілокраїй                                     | Розові       |
| 61    | Cotoneaster melanocarpus (Bunge) Loudon                                                         | Кизильник чорноплідний                                  | Розові       |
| 62    | Cotoneaster tauricus Pojark.                                                                    | Кизильник кримський                                     | Розові       |
| 63    | Crataegus sphaenophylla Pojark.                                                                 | Глід клинолистий                                        | Розові       |
| 64    | Cyanus fuscomarginatus (K.Koch) Greuter                                                         | Волошка бурооблямована                                  | Складноцвіті |
| 65    | Cytisus wulfii V.I.Krecz.                                                                       | Зиновать Вульфа                                         | Бобові       |
| 66    | Dentaria bulbifera L.                                                                           | Зубниця бульбиста                                       | Хрестоцвіті  |
| 67    | Dianthus marschallii Schischk.                                                                  | Гвоздика Маршалла                                       | Гвоздичні    |
| 68    | Dryopteris villarii (Bellardi) Woynar ex Schinz et Thell.                                       | Щитник Віллара                                          | Щитникові    |
| 69    | Ecballium elaterium (L.) A.Rich.                                                                | Огірок-пирскач пружний                                  | Гарбузові    |
| 70    | Echinaria capitata (L.) Desf.                                                                   | Їжачка головчаста                                       | Тонконогові  |
| 71    | Elytrigia caespitosa (K.Koch) Nevski subsp. nodosa (Nevski) Tzvelev, syn. Elymus nodosus        | Пирій вузлуватий                                        | Тонконогові  |
| 72    | Elytrigia strigosa (М.Bieb.) Nevski                                                             | Пирій щетинистий                                        | Тонконогові  |
| 73    | Epipactis persica (Soo) Nannf.                                                                  | Коручка перська                                         | Орхідні      |
| 74    | Epipactis taurica Fateryga & Kreutz, syn. Epipactis persica (Soó) Hausskn. ex Nannf.            | Коручка кримська                                        | Орхідні      |
| 75    | Epipactis turcica Kreutz, syn. Epipactis helleborine                                            | Коручка турецька                                        | Орхідні      |
| 76    | Equisetum fluviatile L.                                                                         | Хвощ річковий                                           | Хвощові      |
| 77    | Erodium malacoides (L.) L'Her.                                                                  | Грабельки мальвовидні                                   | Геранієві    |
| 78    | Eryngium maritimum L.                                                                           | Миколайчики приморські                                  | Зонтичні     |
| 79    | Euphrasia taurica Ganesch.                                                                      | Очанка кримська                                         | Вовчкові     |
| 80    | Gagea aipetriensis Levichev                                                                     | Зірочки айпетринські                                    | Лілійні      |
| 81    | Gagea microfistulosa Levichev                                                                   | Зірочки дрібнотрубчасті                                 | Лілійні      |
| 82    | Gentiana septemfida Pall.                                                                       | Тирлич семинадрізаний                                   | Тирличеві    |
| 83    | Geranium tuberosum L.                                                                           | Герань бульбиста                                        | Геранієві    |
| 84    | Geropogon hybridus (L.) Sch.Bip.                                                                | Геропогон гібридний                                     | Складноцвіті |
| 85    | Gladiolus communis L.                                                                           | Косарики звичайні                                       | Ірисові      |
| 86    | Glaux maritima L.                                                                               | Глаукс морський                                         | Первоцвіті   |
| 87    | Goniolimon elatum (Spreng.) Boiss.                                                              | Гоніолімон високий                                      | Кермекові    |
| 88    | Goniolimon speciosum (L.) Boiss.                                                                | Гоніолімон прекрасний                                   | Кермекові    |
| 89    | Hedypnois rhagadioloides (L.) F.W.Schmidt (Hedypnois cretica (L.) Dum.-Cours.)                  | Гедипноїс крітський                                     | Складноцвіті |
| 90    | Helianthemum stevenii Rupr. ex Juz. et Pozdeeva, ?syn. Helianthemum oelandicum                  | Сонцецвіт Стевена                                       | Ладанникові  |
| 91    | Hesperis steveniana DC.                                                                         | Вечорниці Стевена                                       | Хрестоцвіті  |
| 92    | Hippocrepis biflora Spreng. (Hippocrepis unisiliquosa L.)                                       | Гіпокрепіс двоквітковий                                 | Бобові       |
| 93    | Hippocrepis ciliata Willd. (Hippocrepis multisiliquosa L.)                                      | Гіпокрепіс війчастий                                    | Бобові       |
| 94    | Hyacinthella leucophaea (K.Koch) Schur                                                          | Гіацинтик блідий                                        | Спаржеві     |
| 95    | Hylotelephium triphyllum (Haw.) Holub.                                                          | Хілотелефіум трилистий                                  | Товстолисті  |
| 96    | Iberis pinnata L.                                                                               | Іберійка периста                                        | Хрестоцвіті  |
| 97    | Iris pseudacorus L.                                                                             | Півники болотні                                         | Ірисові      |
| 98    | Iris pumila L.                                                                                  | Півники карликові                                       | Ірисові      |
| 99    | Juniperus deltoides R.P.Adams (Juniperus oxycedrus)                                             | Яловець дельтоподібний (Яловець колючий)                | Кипарисові   |
| 100   | Koeleria biebersteinii M.Kaleniczenko                                                           | Кипець Біберштайна                                      | Тонконогові  |
| 101   | Koeleria taurica M.Kaleniczenko                                                                 | Кипець кримський                                        | Тонконогові  |
| 102   | Lamium album L.                                                                                 | Глуха кропива біла                                      | Губоцвіті    |
| 103   | Lathyrus saxatilis (Vent.) Vis.                                                                 | Чина скельна                                            | Бобові       |
| 104   | Lathyrus setifolius L.                                                                          | Чина щетинолиста                                        | Бобові       |
| 105   | Lens ervoides (Brign.) Grande                                                                   | Сочевиця лінзовидна                                     | Бобові       |
| 106   | Lepidium syvaschicum Kleopov                                                                    | Хрінниця сиваська                                       | Хрестоцвіті  |
| 107   | Linum pallasianum Schult. subsp. pallasianum                                                    | Льон Палласа                                            | Льонові      |
| 108   | Lobularia maritima (L.) Desv.                                                                   | Лобулярія морська                                       | Хрестоцвіті  |
| 109   | Malus sylvestris (L.) Mill.                                                                     | Яблуня лісова                                           | Розові       |
| 110   | Medicago disciformis DC.                                                                        | Люцерна дисковидна                                      | Бобові       |
| 111   | Minuartia adenotricha Schischk.                                                                 | Мінуарція залозистоволосиста                            | Гвоздичні    |
| 112   | Minuartia eglandulosa (Fenzl) Klokov                                                            | Мінуарція незалозиста                                   | Гвоздичні    |
| 113   | Minuartia euxina Klokov                                                                         | Мінуарція евксинська                                    | Гвоздичні    |
| 114   | Minuartia hirsuta (M.Bieb.) Hand.-Mazz.                                                         | Мінуарція шорстка                                       | Гвоздичні    |
| 115   | Minuartia taurica (Steven) Graebn.                                                              | Мінуарція кримська                                      | Гвоздичні    |
| 116   | Minuartia wiesneri (Stapf) Schischk.                                                            | Мінуарція Візнера                                       | Гвоздичні    |
| 117   | Neatostema apulum (L.) I.M.Johnst.                                                              | Неатостема апулійська, Горобейник апулійський           | Бурачникові  |
| 118   | Neotorularia contortuplicata (Stephan ex Willd.) O.E.Schulz                                     | Неоторулярія скручена                                   | Хрестоцвіті  |
| 119   | Ofaiston monandrum (Pall.) Moq.                                                                 | Офайстон однотичинковий                                 | Лободові     |
| 120   | Onobrychis jailae Czernova                                                                      | Еспарцет яйлинський                                     | Бобові       |
| 121   | Pallenis spinosa (L.) Cass.                                                                     | Паленіс колючий                                         | Складноцвіті |
| 122   | Peucedanum alsaticum L.                                                                         | Смовдь ельзаська                                        | Зонтичні     |
| 123   | Phyllitis scolopendrium (L.) Newman                                                             | Листовик сколопендровий                                 | Аспленієві   |
| 124   | Plantago coronopus L.                                                                           | Подорожник перистий                                     | Платанові    |
| 125   | Potentilla depressa Willd. ex Schlecht.                                                         | Перстач притиснутий                                     | Розові       |
| 126   | Potentilla taurica Willd. ex Schlecht.                                                          | Перстач кримський                                       | Розові       |
| 127   | Primula veris L. subsp. intermedia Hricak                                                       | Первоцвіт проміжний                                     | Первоцвіті   |
| 128   | Psylliostachys spicata (Wiild.) Nevski                                                          | Псилліостахіс колосковий                                | Кермекові    |
| 129   | Queria hispanica L.                                                                             | Кверія іспанська                                        | Гвоздичні    |
| 130   | Ranunculus brutius Ten. subsp. crimaeus (Juz.) A.Jelen.                                         | Жовтець брутійський                                     | Жовтецеві    |
| 131   | Ranunculus caucasicus M.Bieb. subsp. pavlii Jelen. et Derv.-Sok.                                | Жовтець Павла                                           | Жовтецеві    |
| 132   | Ranunculus dissectus M.Bieb. subsp. dissectus                                                   | Жовтець роздільний                                      | Жовтецеві    |
| 133   | Roemeria hybrida (L.) DC.                                                                       | Ремерія гібридна                                        | Макові       |
| 134   | Rumex scutatus L. subsp. hastifolius (M.Bieb.) Borodina                                         | Щавель щитковий                                         | Гречкові     |
| 135   | Ruppia maritima L.                                                                              | Рупія морська                                           | Рупієві      |
| 136   | Ruscus aculeatus L. (Ruscus ponticus)                                                           | Рускус колючий (Рускус понтійський)                     | Спаржеві     |
| 137   | Sagina maritima G.Don                                                                           | Моховинка морська                                       | Гвоздичні    |
| 138   | Salvia demetrii Juz.                                                                            | Шавлія Дмитрова                                         | Губоцвіті    |
| 139   | Salvia pratensis L.                                                                             | Шавлія лучна                                            | Губоцвіті    |
| 140   | Samolus valerandi L.                                                                            | Північниця Валеранда                                    | Первоцвіті   |
| 141   | Satureja montana L. subsp. taurica (Velen.) P.W.Ball                                            | Чабер кримський                                         | Губоцвіті    |
| 142   | Saussurea salsa (Pall.) Spreng.                                                                 | Сосюрея солончакова                                     | Складноцвіті |
| 143   | Saxifraga irrigua M.Bieb.                                                                       | Ломикамінь зрошуваний                                   | Ломикаменеві |
| 144   | Scabiosa praemontana Privalova                                                                  | Скабіоза передгірська                                   | Жимолостеві  |
| 145   | Scilla bifolia L.                                                                               | Проліска дволиста                                       | Спаржеві     |
| 146   | Scilla siberica Haw.                                                                            | Проліска сибірська                                      | Спаржеві     |
| 147   | Scorpiurus muricatus L.                                                                         | Личинник колючий                                        | Бобові       |
| 148   | Scrophularia exilis Popl.                                                                       | Ранник тонкий                                           | Ранникові    |
| 149   | Scrophularia olympica Boiss.                                                                    | Ранник олімпійський                                     | Ранникові    |
| 150   | Sedum rubens L.                                                                                 | Очиток червоніючий                                      | Товстолисті  |
| 151   | Senecio tauricus Konechn.                                                                       | Жовтозілля кримське                                     | Складноцвіті |
| 152   | Sideritis syriaca L. subsp. catillaris (Juz.) Gladkova                                          | Залізниця сирійська                                     | Губоцвіті    |
| 153   | Sisymbrium irio L.                                                                              | Сухоребрик іріо                                         | Хрестоцвіті  |
| 154   | Sorbus tauricola Zaikonn.                                                                       | Горобина таврійська                                     | Розові       |
| 155   | Tanacetum paczoskii (Zefir.) Tzvelev                                                            | Пижмо Пачоського                                        | Складноцвіті |
| 156   | Taraxacum bachczisaraicum Tzvelev                                                               | Кульбаба бахчисарайська                                 | Складноцвіті |
| 157   | Taraxacum perenne Kirshner et Stepanek                                                          | Кульбаба багаторічна                                    | Складноцвіті |
| 158   | Taraxacum pseudomurbeckianum Tzvelev                                                            | Кульбаба несправжньомурбецька                           | Складноцвіті |
| 159   | Taraxacum salsum Kirshner et Stepanek                                                           | Кульбаба солончакова                                    | Складноцвіті |
| 160   | Taraxacum tauricum Kotov, syn. Taraxacum erythrospermum Andrz. ex Besser                        | Кульбаба кримська                                       | Складноцвіті |
| 161   | Teesdalia coronopifolia (J.P.Bergeret) Thell.                                                   | Тисдалія коронополиста                                  | Хрестоцвіті  |
| 162   | Tephroseris integrifolia (L.) Holub subsp. jailicola (Juz.) Greuter                             | Тефрозеріс яйлинський                                   | Складноцвіті |
| 163   | Theligonum cynocrambe L.                                                                        | Телігоній простертий                                    | Маренові     |
| 164   | Thesium krymense Romo, Didukh et Boratynski                                                     | Льонолисник кримський                                   | Санталові    |
| 165   | Tillaea aquatica L.                                                                             | Тилея водна                                             | Товстолисті  |
| 166   | Triglochin maritimum L.                                                                         | Тризубець морський                                      | Ситникові    |
| 167   | Tulipa biebersteiniana Schult. et Schult.f.                                                     | Тюльпан Біберштейна                                     | Лілійні      |
| 168   | Utricularia vulgaris L.                                                                         | Пухирник звичайний                                      | Пухирникові  |
| 169   | Valerianella falconida Schvedtsch.                                                              | Мласкавець серповидний                                  | Жимолостеві  |
| 170   | Verbascum orientale (L.) All.                                                                   | Дивина східна                                           | Ранникові    |
| 171   | Veronica incana L. subsp. hololeuca (Juz.) A.Jelen.                                             | Вероніка сива                                           | Платанові    |
| 172   | Veronica taurica Willd. subsp. bordzilowskii (Juz.) A.Jelen.                                    | Вероніка Бордзилівського                                | Платанові    |
| 173   | Vicia ervilia (L.) Willd.                                                                       | Горошок чоткоподібний                                   | Бобові       |
| 174   | Vitex agnus-castus L.                                                                           | Вітекс священний                                        | Губоцвіті    |
| 175   | Vitis sylvestris C.C.Gmel.                                                                      | Виноград лісовий                                        | Виноградові  |
| 176   | Zannichellia palustris L. subsp. polycarpa (Nolte) K.Richt. (Zannichellia major Boenn.)         | Занікелія болотна підв. багатоплідна (Занікелія велика) | Рдесникові   |
| 177   | Zostera marina L.                                                                               | Камка морська                                           | Камкові      |
| 178   | Zostera noltii Hornem. (Zostera minor (Cavol.) Nolte ex Rchb. (Zostera nana Roth., nom. illeg.) | Камка мала (Камка Нольта)                               | Камкові      |